# SKA-Neva
SKA-Neva (bývalý název HC BMF Petrohrad) je hokejový tým z Petrohradu v Rusku. Tým hraje ve druhé ruské lize (vysšaje chokkejnaje lize), v barvách má modrou a bílou, domácí zápasy odehrává klub v aréně Jubilejnyj s kapacitou 7000 sedadel. Klub byl založen v roce 2008, trenérem je Louri Leonov.